# Bayan-Adarga, Khentii
Bayan-Adarga (tiếng Mông Cổ: Баян-Адарга) là một sum của tỉnh Khentii tại miền đông Mông Cổ. Vào năm 2010, dân số của sum là 2.205 người.

## Địa lý
Sum có diện tích khoảng 3.021 km2. Trung tâm sum, Bayan-Duurlig, nằm cách tỉnh lỵ Öndörkhaan 154 km và cách thủ đô Ulaanbaatar 440 km.

### Khí hậu
Bayan-Adarga có khí hậu cận Bắc Cực. Nhiệt độ trung bình hàng năm ở trong khu vực là 3 °C. Tháng ấm nhất là tháng 7, khi nhiệt độ trung bình là 23 °C và lạnh nhất là tháng 1, với -22 °C. Lượng mưa trung bình hàng năm là 524 mm. Tháng mưa nhiều nhất là tháng 7, với lượng mưa trung bình 134 mm và khô nhất là tháng 2, với lượng mưa 2 mm.

## Kinh tế
Sum có một trường học, bệnh viện, trung tâm thương mại và nhà văn hóa.